# Ficinia capitella
Ficinia capitella är en halvgräsart som först beskrevs av Carl Peter Thunberg, och fick sitt nu gällande namn av Christian Gottfried Daniel Nees von Esenbeck. Ficinia capitella ingår i släktet Ficinia och familjen halvgräs. Inga underarter finns listade i Catalogue of Life.